# Episodi di Young Hercules
La prima e unica stagione della serie televisiva Young Hercules, composta da 50 episodi, è stata trasmessa per la prima volta negli Stati Uniti, dal 12 settembre 1998 al 14 maggio 1999, su Fox Kids.
In Italia è stata trasmessa in prima visione su Italia 1 dal 10 dicembre 2001.
| nº | Titolo originale                 | Titolo italiano                      | Prima TV USA      | Prima TV Italia  |
| -- | -------------------------------- | ------------------------------------ | ----------------- | ---------------- |
| 1  | The Treasure of Zeus             | Hercules e il Calice di Giunone      | 12 settembre 1998 | 10 dicembre 2001 |
| 2  | Between Friends                  | Hercules contro Strife               | 16 settembre 1998 | 11 dicembre 2001 |
| 3  | What a Crockery                  | Hercules contro Marte                | 17 settembre 1998 | 12 dicembre 2001 |
| 4  | Herc and Seek                    | Hercules e le amazzoni               | 18 settembre 1998 | 13 dicembre 2001 |
| 5  | Girl Trouble                     | Hercules e i briganti                | 19 settembre 1998 | 14 dicembre 2001 |
| 6  | Teacher's Pests                  | Insegnanti parassiti                 | 22 settembre 1998 |                  |
| 7  | Inn Trouble                      | Hercules e Iolao al servizio di Kora | 24 settembre 1998 | 15 dicembre 2001 |
| 8  | Keeping Up with the Jasons       |                                      | 25 settembre 1998 |                  |
| 9  | Amazon Grace                     | Hercules e la donna d'oro            | 26 settembre 1998 | 19 dicembre 2001 |
| 10 | Cyrano de Hercules               | Hercules e la scelta del dacuda      | 29 settembre 1998 |                  |
| 11 | Battle Lines: Part 1             | Linee di battaglia (Parte 1)         | 1º ottobre 1998   |                  |
| 12 | Battle Lines: Part 2             | Linee di battaglia (Parte 2)         | 2 ottobre 1998    |                  |
| 13 | Forgery                          | Falsificazioni                       | 3 ottobre 1998    |                  |
| 14 | No Way Out                       | Hercules e i guai nella locanda      | 7 ottobre 1998    | 17 dicembre 2001 |
| 15 | Ares on Trial                    |                                      | 9 ottobre 1998    |                  |
| 16 | Down and Out in Academy Hills    |                                      | 10 ottobre 1998   |                  |
| 17 | Winner Take All                  |                                      | 24 ottobre 1998   |                  |
| 18 | A Serpent's Tooth                |                                      | 29 ottobre 1998   |                  |
| 19 | The Lure of the Lyre             |                                      | 30 ottobre 1998   |                  |
| 20 | Fame                             |                                      | 31 ottobre 1998   |                  |
| 21 | Lyre, Liar                       | Hercules e Euridice                  | 3 novembre 1998   | 7 gennaio 2002   |
| 22 | A Lady in Hades                  | Hercules e i Campi Elisi             | 4 novembre 1998   | 8 gennaio 2002   |
| 23 | The Mysteries of Life            | Hercules e il ritorno di Raff        | 5 novembre 1998   | 9 gennaio 2002   |
| 24 | Dad Always Liked Me Best         | Hercules e il perfido fratellastro   | 6 novembre 1998   | 10 gennaio 2002  |
| 25 | Herc's Nemesis                   |                                      | 10 novembre 1998  |                  |
| 26 | Cold Feet                        |                                      | 11 novembre 1998  |                  |
| 27 | Mommy Dearests                   |                                      | 12 novembre 1998  |                  |
| 28 | In Your Dreams                   |                                      | 13 novembre 1998  |                  |
| 29 | Sisters                          |                                      | 18 novembre 1998  |                  |
| 30 | Golden Bow                       |                                      | 19 novembre 1998  |                  |
| 31 | Home for the Holidays            |                                      | 20 novembre 1998  |                  |
| 32 | Cram-Ped                         |                                      | 24 novembre 1998  |                  |
| 33 | Con Ares                         |                                      | 1º febbraio 1999  |                  |
| 34 | Get Jason                        |                                      | 2 febbraio 1999   |                  |
| 35 | My Fair Lilith                   |                                      | 3 febbraio 1999   |                  |
| 36 | Hind Sight                       |                                      | 4 febbraio 1999   |                  |
| 37 | The Head That Wears the Crown    |                                      | 5 febbraio 1999   |                  |
| 38 | Me, Myself and Eye               |                                      | 17 febbraio 1999  |                  |
| 39 | The Skeptic                      |                                      | 22 febbraio 1999  |                  |
| 40 | Iolaus Goes Stag                 |                                      | 23 febbraio 1999  |                  |
| 41 | Adventures in the Forbidden Zone |                                      | 24 febbraio 1999  |                  |
| 42 | The Prize                        |                                      | 25 febbraio 1999  |                  |
| 43 | The Beasts Beneath               |                                      | 26 febbraio 1999  |                  |
| 44 | Parents' Day                     |                                      | 2 marzo 1999      |                  |
| 45 | Life for a Life                  |                                      | 3 agosto 1999     |                  |
| 46 | Under Siege                      |                                      | 10 maggio 1999    |                  |
| 47 | Mila                             |                                      | 11 maggio 1999    |                  |
| 48 | Apollo                           |                                      | 12 maggio 1999    |                  |
| 49 | Ill Wind                         |                                      | 13 maggio 1999    |                  |
| 50 | Valley of the Shadow             |                                      | 14 maggio 1999    |                  |